# Karin Schnaase
Karin Schnaase (Lüdinghausen, 14 de febrero de 1985) es una deportista alemana que compitió en bádminton. Ganó una medalla de bronce en el Campeonato Europeo de Bádminton de 2014, en la prueba individual.

## Palmarés internacional
| Campeonato Europeo | Campeonato Europeo | Campeonato Europeo | Campeonato Europeo |
| Año                | Lugar              | Medalla            | Prueba             |
| ------------------ | ------------------ | ------------------ | ------------------ |
| 2014               | Kazán (Rusia)      | Medalla de bronce  | Individual         |